# Noiron-sur-Bèze
Noiron-sur-Bèze ist eine französische Gemeinde mit 228 Einwohnern (Stand 1. Januar 2022) im Département Côte-d’Or in der Region Bourgogne-Franche-Comté. Sie gehört zum Arrondissement Dijon und zum Kanton Saint-Apollinaire.

## Geographie
Der Fluss Bèze fließt im südlichen Teil der Gemeinde. Umgeben wird Noiron-sur-Bèze von den Gemeinden Beaumont-sur-Vingeanne im Nordosten, von Blagny-sur-Vingeanne im Osten, von Mirebeau-sur-Bèze im Süden und von Viévigne im Westen.

## Bevölkerungsentwicklung
| Jahr                       | 1962 | 1968 | 1975 | 1982 | 1990 | 1999 | 2008 | 2012 | 2013 |
| Einwohner                  | 141  | 168  | 172  | 178  | 183  | 166  | 218  | 217  | 233  |
| Quellen: Cassini und INSEE |      |      |      |      |      |      |      |      |      |